# Campionati olandesi di ciclocross
I campionati olandesi di ciclocross sono la manifestazione ciclocrossistica annuale che assegna il titolo di Campione d'Olanda di ciclocross. I vincitori hanno il diritto di indossare per un anno la maglia di campione olandese, come accade per il campione mondiale.
Vengono assegnati titoli per le categorie maschili Elite, Under-23, Juniores e Debuttanti, e per le categorie femminili Elite, Under-23 e Juniores.

## Albo d'oro

### Uomini Elite
Aggiornato all'edizione 2024
| Anno | Vincitore            | Secondo             | Terzo                |
| Open | Open                 | Open                | Open                 |
| ---- | -------------------- | ------------------- | -------------------- |
| 1963 | Huub Harings         | Cor Rutgers         | Jan van Geest        |
| 1964 | Cor Rutgers          | Huub Harings        | Cock van der Hulst   |
| 1965 | Cor Rutgers          | Cock van der Hulst  | Jan van Dijk         |
| 1966 | Huub Harings         | Jan van Geest       | Cor Rutgers          |
| 1967 | Huub Harings         | Jan Heesbeen        | Chris Looyen         |
| 1968 | Cock van der Hulst   | Huub Harings        | Cor Rutgers          |
| 1969 | Huub Harings         | Cor Rutgers         | Cock van der Hulst   |
| 1970 | Huub Harings         | Cock van der Hulst  | Gertie Wildeboer     |
| 1971 | Gertie Wildeboer     | Jan Spetgens        | Huub Harings         |
| 1972 | Cees Zoontjens       | Cock van der Hulst  | Gerrit Scheffer      |
| 1973 | Cock van der Hulst   | Gerrit Scheffer     | Cees Zoontjens       |
| 1974 | Gerrit Scheffer      | Sjaak Spetgens      | Willy Brouwers       |
| 1975 | Gertie Wildeboer     | Gerrit Scheffer     | Willy Brouwers       |
| 1976 | Willy Brouwers       | Gerrit Scheffer     | Hennie Stamsnijder   |
| 1977 | Hennie Stamsnijder   | Willy Brouwers      | Cees van der Wereld  |
| 1978 | Herman Snoeijink     | Hennie Stamsnijder  | Cees van der Wereld  |
| 1979 | Hennie Stamsnijder   | Rein Groenendaal    | Bennie Meijer        |
| 1980 | Cees van de Wereld   | Rein Groenendaal    | Hennie Stamsnijder   |
| 1981 | Hennie Stamsnijder   | Rein Groenendaal    | Willy Brouwers       |
| 1982 | Hennie Stamsnijder   | Herman Snoeijink    | Cees van de Wereld   |
| 1983 | Hennie Stamsnijder   | Adrie van der Poel  | Herman Snoeijink     |
| 1984 | Hennie Stamsnijder   | Adrie van der Poel  | Cees van de Wereld   |
| 1985 | Rein Groenendaal     | Hennie Stamsnijder  | Adrie van der Poel   |
| 1986 | Hennie Stamsnijder   | Henk Baars          | Frank van Bakel      |
| 1987 | Hennie Stamsnijder   | Huub Kools          | Frank van Bakel      |
| 1988 | Hennie Stamsnijder   | Adrie van der Poel  | Henk Baars           |
| 1989 | Adrie van der Poel   | Henk Baars          | Rein Groenendaal     |
| 1990 | Adrie van der Poel   | Rein Groenendaal    | Frank van Bakel      |
| 1991 | Adrie van der Poel   | Henk Baars          | Martin Hendriks      |
| 1992 | Adrie van der Poel   | Huub Kools          | Henk Baars           |
| 1993 | Henk Baars           | Edward Kuyper       | Adrie van der Poel   |
| 1994 | Richard Groenendaal  | Henk Baars          | Edward Kuyper        |
| 1995 | Adrie van der Poel   | Richard Groenendaal | Erik Boezewinkel     |
| 1996 | Richard Groenendaal  | Wim de Vos          | Adrie van der Poel   |
| 1997 | Wim de Vos           | Richard Groenendaal | Adrie van der Poel   |
| 1998 | Richard Groenendaal  | Adrie van der Poel  | Wim de Vos           |
| 1999 | Adrie van der Poel   | Wim de Vos          | Maarten Nijland      |
| 2000 | Richard Groenendaal  | Adrie van der Poel  | Wim de Vos           |
| 2001 | Richard Groenendaal  | Wim de Vos          | Gerben de Knegt      |
| 2002 | Gerben de Knegt      | Richard Groenendaal | Wim de Vos           |
| 2003 | Richard Groenendaal  | Gerben de Knegt     | Camiel van den Bergh |
| 2004 | Richard Groenendaal  | Wilant van Gils     | Maarten Nijland      |
| 2005 | Richard Groenendaal  | Wilant van Gils     | Maarten Nijland      |
| 2006 | Gerben de Knegt      | Richard Groenendaal | Wilant van Gils      |
| 2007 | Lars Boom            | Richard Groenendaal | Gerben de Knegt      |
| 2008 | Lars Boom            | Thijs Al            | Richard Groenendaal  |
| 2009 | Lars Boom            | Thijs Al            | Richard Groenendaal  |
| 2010 | Lars Boom            | Gerben de Knegt     | Thijs Al             |
| 2011 | Lars Boom            | Gerben de Knegt     | Eddy van Ijzendoorn  |
| 2012 | Lars Boom            | Thijs van Amerongen | Niels Wubben         |
| 2013 | Lars van der Haar    | Lars Boom           | Thijs van Amerongen  |
| 2014 | Lars van der Haar    | Corné van Kessel    | Thijs van Amerongen  |
| 2015 | Mathieu van der Poel | David van der Poel  | Lars van der Haar    |
| 2016 | Mathieu van der Poel | Lars van der Haar   | David van der Poel   |
| 2017 | Mathieu van der Poel | Corné van Kessel    | Lars van der Haar    |
| 2018 | Mathieu van der Poel | Lars van der Haar   | David van der Poel   |
| 2019 | Mathieu van der Poel | Lars van der Haar   | Corné van Kessel     |
| 2020 | Mathieu van der Poel | Lars van der Haar   | Joris Nieuwenhuis    |
| 2022 | Lars van der Haar    | Corné van Kessel    | Mees Hendrikx        |
| 2023 | Lars van der Haar    | Joris Nieuwenhuis   | Ryan Kamp            |
| 2024 | Joris Nieuwenhuis    | Pim Ronhaar         | Lars van der Haar    |
| 2025 | Tibor Del Grosso     | Pim Ronhaar         | Joris Nieuwenhuis    |